# Carl Futterer

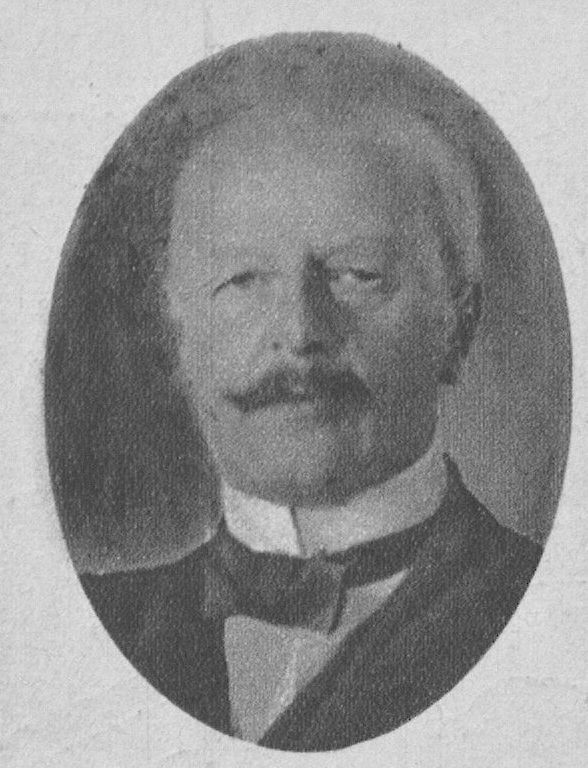
Carl Futterer, um 1924

Carl Futterer (* 21. Februar 1873 in Basel; † 5. November 1927 in Ludwigshafen) war ein Schweizer Komponist und Musikpädagoge. 

## Leben und Werk

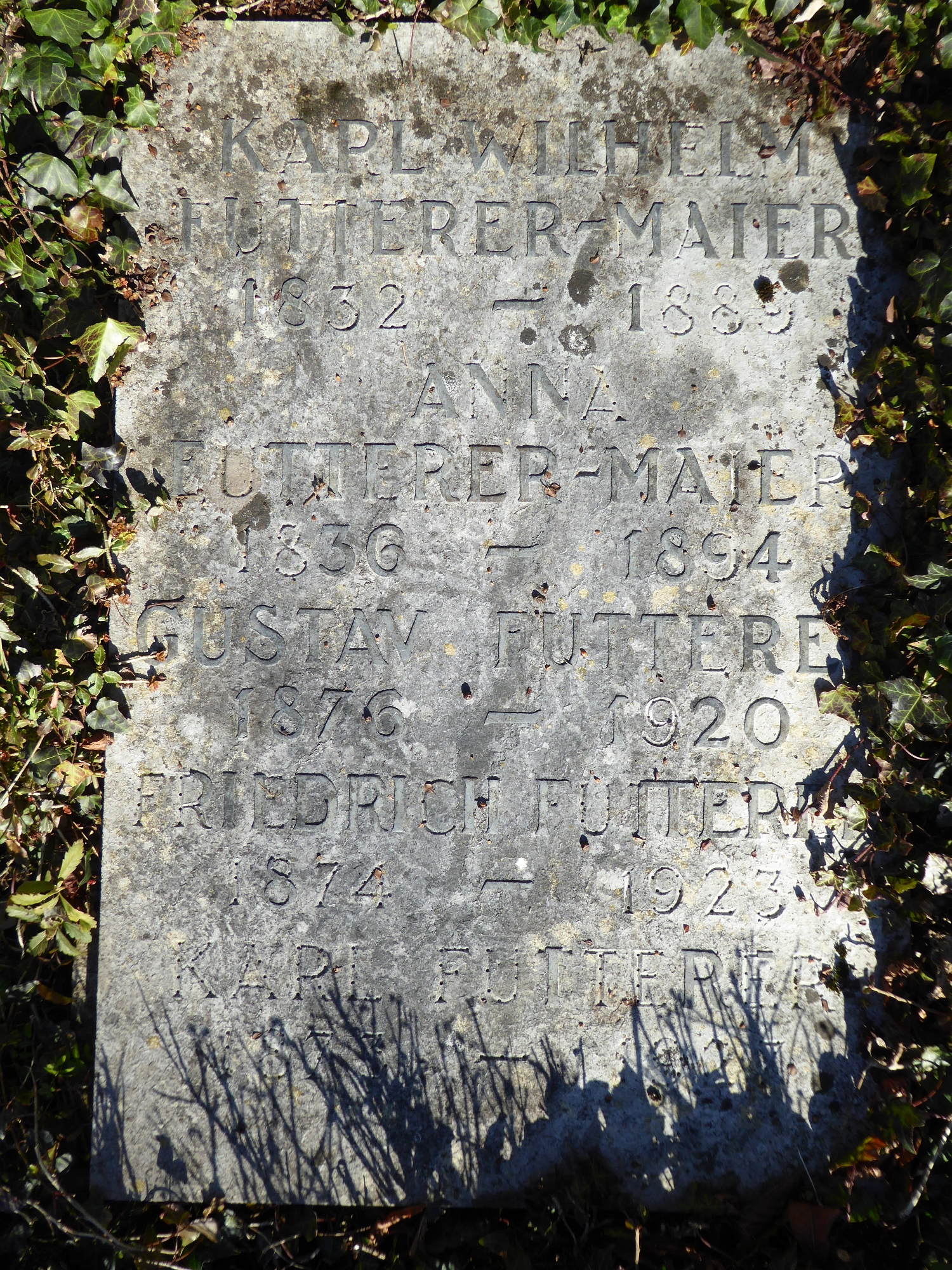
Grab auf dem Wolfgottesacker in Basel

Carl Futterer war ein Sohn des Basler Kaufmanns Karl Wilhelm Futterer (1832–1889) und der aus Thalheim stammenden Anna, geborene Maier (1836–1894).
Nach der Matura studierte Futterer anfänglich Rechtswissenschaften. Unter dem prägenden Eindruck von Wolfgang Amadeus Mozart und Richard Wagner entschloss er sich jedoch, Opernkomponist zu werden. In der Folge wurde er ein Schüler von Hans Huber, der ihn in Theorie und Komposition unterrichtete. In dieser Zeit war ihm der in Basel wirkende Klarinettist, Dirigent und Komponist Hermann Wetzel (1858–1928) ein treuer Berater und Gefährte. 
Futterer hielt seine eigenen Werke über Jahre geheim und trat damit als 47-Jähriger an die Öffentlichkeit. In der Folge konnte er in den 1920er-Jahren mit seinen Opern, deren Texte er mehrheitlich selbst verfasste, und mit einzelnen anderen Werken bedeutende Erfolge feiern, insbesondere in Deutschland und Österreich. 1924 erhielt er einen Ruf als Professor für Komposition an die Musikschule Mannheim-Ludwigshafen. Futterer gehörte zur letzten Generation der Spätromantiker und steht mit seiner Harmonik in der Nähe zu Richard Strauss.
Carl Futterer fand seine letzte Ruhestätte auf dem Wolfgottesacker in Basel.